# Dolina (Krajková)
Dolina (németül: Loch) Krajková településrésze Csehországban a Karlovy Vary-i kerület Sokolovi járásában. Központi községétől 1 km-re északkeletre fekszik. A 2001-es népszámlálási adatok szerint 23 lakóháza és 17 lakosa van.